# Luis Rafael Sánchez
Luis Rafael Sánchez, né le 17 novembre 1936 à Humacao, Porto Rico, est un dramaturge, conteur et romancier portoricain. 

## Biographie
En 1948, sa famille s'installa à San Juan, où il reçut son instruction primaire et secondaire dans des établissements publics. S'étant intéressé aux arts dramatiques, il commence sa carrière artistique comme acteur tout en poursuivant ses études ; il travaille à la radio, et devient auteur de théâtre après avoir obtenu ses diplômes. 
Il a enseigné dans diverses universités aux États-Unis et une bourse Guggenheim lui a permis de faire des voyages de recherche à travers le monde. Il écrit dans des revues et des journaux, donnant des critiques d'art et de littérature, des critiques sociales, et des impressions. 
Son style est empreint de baroque et de carnavalesque, et son langage rompt avec les normes de ce qui était accepté en littérature. Il critique les normes sociales fondées sur le sexe, la race et le statut socio-économique et politique. Il était aussi un grand ami de Gabriel García Márquez. 

## Activité politique
Il s'est joint pour les appuyer à la longue liste des personnalités d'Amérique latine qui ont exprimé leur soutien à l'indépendance de Porto Rico, en adhérant à la Proclama de Panamá adoptée à l'unanimité au Congrès d'Amérique latine et des Caraïbes pour l'indépendance de Porto Rico (novembre 2006). 
Il est l'auteur de Quintuples, une œuvre parodique qui critique le postmodernisme.